# General Grant (voilier)
Pour les articles homonymes, voir General Grant (homonymie).
Le General Grant était un trois-mâts barque de 1 005 tonnes lancée en 1864 dans le Maine (États-Unis) et enregistrée à Boston, Massachusetts. Sa coque en bois mesurait 54,7 m de long, 10,5 m. de large et 6,55 m. de Tirant d'eau. Le navire portait le nom d' Ulysses S. Grant et appartenait à Messers Boyes, Richardson & Co.
Alors qu'il se rendait de Melbourne à Londres, le General Grant a heurté une falaise sur la côte ouest de l'île principale des îles Auckland au sud de la  Nouvelle-Zélande, puis a coulé. Soixante-huit personnes se sont noyées et seulement 15 personnes ont survécu.

## Le naufrage
Le General Grant quitta Melbourne le 4 mai 1866 à destination de Londres via le cap Horn, sous le commandement du capitaine William H. Loughlin, avec 58 passagers et 25 membres d'équipage, ainsi qu'une cargaison de laine, de peaux, 2 576 onces d'or et 9 tonnes de ballast de régule de zinc. La liste des passagers comprenait un certain nombre de mineurs prospères des champs aurifères australiens.
À 23 heures le 13 mai 1866, les îles Auckland ont été aperçues droit devant. Par vent modéré, l'équipage n'a pu changer de cap et le navire heurta les falaises à l'ouest de l' île d ' Auckland. Après plusieurs chocs consécutifs, le voilier dériva jusqu'à entrer dans une vaste grotte. Sous l'effet conjugué de la marée montante et de la houle croissante, le Grand mât heurta le plafond de la grotte à plusieurs reprises jusqu'à ce qu'il ne troue la coque. Le navire coula le 14 mai 1866.
Bien que le temps soit resté calme, les canots n'ont pas été lancés immédiatement car il faisait très sombre dans la grotte, il n'y avait pas d'endroit où accoster visible et des morceaux de gréement et de roches tombaient continuellement. En outre, le ressac continuait de s'enfoncer dans la grotte, gênant toute sortie éventuelle.
Au lever du soleil, les trois canots à bord ont été préparés pour l'évacuation. Le General Grant disposait de deux chaloupes de 6,70 m. de long et d'un grand canot de 9,20. Une chaloupe a été lancée en premier et envoyée à l'extérieur pour découvrir un endroit où accoster. Au lieu de revenir pour embarquer plus de passagers, l'équipage de la chaloupe a préféré attendre à l'extérieur de la grotte car aucun accostage n'a pu être trouvé. À ce moment-là, la houle se mit à forcir.
Des passagers, dont Mme Jewell, et des membres d'équipage embarquèrent sur la seconde chaloupe pour tenter de rejoindre la première.
Encore sur le Pont (bateau), le grand canot était déjà rempli de passagers. Le General Grant se mit à couler rapidement pendant que le grand canot flottait sur le pont. Malheureusement, le canot fut submergé juste après s'être éloigné de l'épave.
À l'écart, la seconde chaloupe est restée quelque temps pour sauver des naufragés, mais seules trois personnes (David Ashworth, Aaron Hayman et William Sanguily) ont pu nager à travers les vagues pour être sauvés. Au total, quinze personnes, dont 9 membres d'équipage et 6 passagers, survécurent au naufrage.
Le capitaine Loughlin préféra couler avec son bâtiment.

## Passagers et équipage
La liste des passagers et membres d'équipage à bord du General Grant comprend : 
- William H. Loughlin, de New York - Capitaine - Noyé au moment du naufrage
- Bartholmew Brown, de Boston - Premier officier - Perdu en mer en tentant de rejoindre la Nouvelle-Zélande
- BF Jones, du Massachusetts - Second officier - Noyé au moment du naufrage
- Magnes Anderson, Suédois - Charpentier - Noyé au moment du naufrage
- Keding - Steward - Noyé au moment du naufrage
- William Newton Scott, de Shields (également signalé sous le nom de W Newton Smith) - Marin - Perdu en mer en tentant d'atteindre la Nouvelle-Zélande
- William Ferguson - Marin - Survivant
- Cornelius Drew - Marin - Survivant
- Peter McNevin, d'Isaly - Marin - Perdu en mer en tentant de rejoindre la Nouvelle-Zélande
- Andrew Morrison, de Glasgow - Marin - Perdu en mer en tentant d'atteindre la Nouvelle-Zélande
- David McLelland, d'Ayre, Écosse - Marin - Décédé sur l'île
- Joseph Harvey Jewell - Marin - Survivant
- William Murdoch Sanguilly - Marin - Survivant
- Aaron Hayman (également rapporté comme A. Harpman [4] ) - Marin - Survivant
- Corn - Noyé au moment du naufrage
- Purser - Noyé au moment du naufrage
- Cook - Noyé au moment du naufrage
- Assistant cuisinier - Noyé au moment du naufrage
- Mme Brown - Passagère (épouse du premier officier, Bartholmew Brown) - Noyée au moment du naufrage
- Mme Mary Ann Jewell - Passagère (épouse du matelot Joseph Jewell) - a survécu. Elle est souvent signalée comme domestique, mais cela est contesté : elle avait payé son passage pour accompagner son mari, membre de l'équipage, mais a dû signer un contrat de travail en tant que domestique[1],[5].
- James Teer - Passager - Survivant
- Frederick Patrick Caughey - Passager - Survivant
- David Ashworth - Passager - Survivant
- Nicholas Allen - Passager - Survivant
- Mme Oat et ses quatre enfants - Passagers - Noyés au moment du naufrage
- Mme Allen et ses trois enfants - Passagers - Noyés au moment du naufrage
- Mr & Mrs Oldfield et leurs deux enfants - Passagers - Noyés au moment du naufrage
- M. Laing - Passager - Noyé au moment du naufrage
- M. Mitchell - Passager - Noyé au moment de l'épave

## Les suites du naufrage
Après le naufrage du navire et le chavirage du grand canot dans la grotte, les deux chaloupes se sont arrêtées à l'extérieur de la grotte espérant que des rescapés ne les rejoignent, sans succès. Puis les naufragés ont décidé de ramer vers l'Île Disappointment. Ils y arrivèrent à la tombée de la nuit sans trouver nulle part où accoster. Alors le lendemain ils se dirigèrent vers Port Ross au nord-est de l' île d'Auckland. Ce n'est qu'après trois jours et deux nuits de navigation qu'ils y parvinrent. Après avoir exploré les environs, le groupe trouva deux cabanes à Port Ross et, le 13 juillet 1866, la cabane de Musgrave.
Le groupe se sépara en deux pour surveiller les navires de passage. Après neuf mois à terre, quatre membres de l'équipage ont décidé de naviguer vers la Nouvelle-Zélande dans l'une des chaloupes. Ils mirent les voiles le 22 janvier 1867 sans boussole, ni carte ou instrument nautique d'aucune sorte. On ne les a jamais revus. Un autre rescapé, David McLelland, mourut de maladie le 3 septembre 1867 à l'âge de 62 ans.
Les dix survivants déménagèrent ensuite sur l'île d'Enderby, où ils survécurent de viande de phoques et de porcs. Le 19 novembre, ils ont aperçu le cotre Fanny, mais personne n'a vu leurs signaux. Le Brick (bateau) Amherst remarqua leurs signaux le 21 novembre 1867 et sauva tous les rescapés.
À la suite de ce naufrage et de deux naufrages précédents (le Grafton et le Invercauld), le gouvernement néo-zélandais établit dans les îles subantarctiques un réseau de dépôts pour des naufragés et instaura des visites régulières de navires pour y repérer d'éventuels rescapés.
Dès 1868, la cargaison d'or du General Grant déclencha plusieurs tentatives de récupération, dont quelques-unes se sont avérées mortelles pour les chercheurs de trésor. L'emplacement exact de l'épave n'a pas encore été confirmé.